# ان‌جی‌سی ۵۱۸
ان‌جی‌سی ۵۱۸ (انگلیسی: NGC 518) نام یک کهکشان مارپیچی در صورت فلکی ماهی است.